# Enrike Cuadra Etxeandia
Enrike Cuadra Etxeandia (Barakaldo, 1967) és un activista polític basc, militant històric del Partit Comunista d'Espanya (reconstituït) (PCE-r) i dels Grups de Resistència Antifeixista Primer d'Octubre (GRAPO). En l'actualitat viu a la presó de Sevilla II, on compleix 28 anys de condemna per la seva participació en el segrest de l'empresari Publio Cordón.
L'any 1964 ingressa a l'Escola d'Aprenents d'Altos Hornos de Biscaia i el 1967 passa a formar part de la plantilla de soldadors del departament de reparacions mecàniques. És sota la influència del seu pare, i juntament amb ell, que s'inicia en la lluita sindical, a partir de la vaga que van iniciar els treballadors de l'empresa l'any 1969. El seu caràcter prolongat, assembleari i radical, d'enfrontament amb les forces repressives, van ser els seus trets més generals. A les reivindicacions laborals i socials que van impulsar aquesta vaga s'unia el rerefons polític de l'època, marcat per una forta oposició al règim franquista. La seva participació en les lluites d'aquella dècada, des de les sindicals fins a les mobilitzacions pro-amnistia, van marcar el rumb de la seva vida.
El 1973 pren contacte amb l'Organització de Marxistes Leninistes d'Espanya (OMLE). A partir d'aquest moment, a la seva tasca sindical independent a la fàbrica es va unir a la tasca política que aquella organització portava a terme. Aviat va formar un cercle de simpatitzants que alternaven les labors de treball i lluita en el taller i el conjunt de l'empresa, amb les tasques polítiques de l'OMLE.
El 1979 deixa el treball a la fàbrica, passa a la clandestinitat i s'integra en la Comissió d'Organització del Comitè Central del Partit Comunista d'Espanya (reconstituït). Al novembre del 1980 és detingut per primera vegada a Barcelona i torturat brutalment durant set dies per la policia. Amb els peus rebentats a causa dels colps, el rostre desfigurat i orinant sang va ser presentat davant l'Audiència espanyola, des d'on el jutge el va enviar a la presó madrilenya de Carabanchel. Dels dos primers anys de presó, va acumular un total d'any i mig de vagues de fam intermitents. El 1985 és posat en llibertat.
El 1986 torna a la clandestinitat i s'exilia a París per exercir millor el treball de direcció de les tasques partidistes del PCE(r). En aquesta ciutat és novament detingut arran d'una infiltració policial. És condemnat a dos anys de presó ferms i dos en condicional. Compleix un total d'any i mig a la presó de Fresnes.
Quan surt de la presó s'incorpora de nou a la clandestinitat, l'any 1989. Des d'aleshores fins al 1992 torna a fer-se càrrec de la Comissió d'Organització del Comitè Central d'Organització del PCE(r).
Al començament dels anys noranta es presenta com a voluntari als GRAPO, on s'encarrega de la direcció de l'organització, dels comandos, de la logística i de la falsificació. L'1 de novembre del 1995 és detingut a Barcelona com a militant d'aquesta organització pels mateixos policies que l'havien torturat quinze anys abans, i novament és víctima de tortures. És traslladat a l'Audiència espanyola, des d'on és enviat al mòdul d'aïllament de la presó d'Alcalá Meco. Passats sis mesos és traslladat a la presó d'Almeria, on es reuneix amb els seus companys Francisco Brotons i Fernando Hierro. Tots ells són elegits per la direcció dels GRAPO per participar com a representants en les converses que el govern d'Aznar volia mantenir amb l'organització. Posteriorment és traslladat a les presons de Còrdova i Sevilla II, en la qual viu actualment, condemnat a una pena de 28 anys per la seva participació en el segrest de l'empresari Publio Cordón.